# Gruffy
Gruffy – miejscowość i gmina we Francji, w regionie Owernia-Rodan-Alpy, w departamencie Górna Sabaudia.
Według danych na rok 1990 gminę zamieszkiwały 833 osoby, a gęstość zaludnienia wynosiła 58 osób/km² (wśród 2880 gmin regionu Rodan-Alpy Gruffy plasuje się na 881. miejscu pod względem liczby ludności, natomiast pod względem powierzchni na miejscu 816.).